# Aleksandar Trajkovski
Aleksandar Trajkovski (tiếng Macedonia: Александар Трајковски; sinh ngày 5 tháng 9 năm 1992) là một cầu thủ bóng đá chuyên nghiệp người Macedonia, thi đấu cho Đội tuyển bóng đá quốc gia Bắc Macedonia. Chủ yếu là một tiền đạo, anh cũng có thể chơi ở vị trí tiền vệ cánh hoặc tiền vệ tấn công.

## Sự nghiệp quốc tế
Vào ngày 22 tháng 5 năm 2012, U-21 Macedonia đánh bại U-21 Hà Lan 1–0 trong một trận giao hữu, với bàn thắng duy nhất được ghi bởi trajkovski.
Anh ra mắt cấp cao cho Macedonia vào ngày 10 tháng 8 năm 2011 trong chiến thắng 1–0 giao hữu trước Azerbaijan, và ghi bàn thắng đầu tiên hai năm bốn ngày sau đó để kết thúc chiến thắng 2–0 trên sân nhà trước những người hàng xóm Bulgaria trong một cuộc triển lãm khác. Anh đã ghi một hat-trick vào ngày 12 tháng 11 năm 2015 trong chiến thắng 4–1 trước Montenegro tại Sân vận động Philip II ở Skopje.
Trajkovski đã được chọn cho UEFA Euro 2020, giải đấu lớn đầu tiên của Bắc Macedonia. Vào ngày 24 tháng 3 năm 2022, anh đã ghi một bàn thắng từ xa vào phút cuối trong trận đấu bán kết play-off vòng loại FIFA World Cup 2022 đánh bại Ý 1–0 tại sân câu lạc bộ cũ của anh ở Palermo, loại Ý khỏi FIFA World Cup lần thứ hai liên tiếp.

## Thống kê sự nghiệp

### Quốc tế
Tính đến ngày 24 tháng 3 năm 2022
| Đội tuyển quốc gia | Năm   | Trận | Bàn |
| ------------------ | ----- | ---- | --- |
| Bắc Macedonia      | 2011  | 4    | 0   |
| Bắc Macedonia      | 2012  | 1    | 0   |
| Bắc Macedonia      | 2013  | 9    | 2   |
| Bắc Macedonia      | 2014  | 6    | 1   |
| Bắc Macedonia      | 2015  | 8    | 4   |
| Bắc Macedonia      | 2016  | 3    | 1   |
| Bắc Macedonia      | 2017  | 8    | 3   |
| Bắc Macedonia      | 2018  | 8    | 4   |
| Bắc Macedonia      | 2019  | 7    | 0   |
| Bắc Macedonia      | 2020  | 6    | 0   |
| Bắc Macedonia      | 2021  | 14   | 4   |
| Bắc Macedonia      | 2022  | 1    | 1   |
| Total              | Total | 75   | 20  |

Tỉ số và kết quả liệt kê bàn thắng của Bắc Macedonia được tính trước, cột tỉ số cho biết tỉ số sau mỗi bàn thắng của Trajkovski.
| #  | Ngày             | Địa điểm                                             | Đối thủ       | Tỷ số | Kết quả | Giải đấu                                 |
| -- | ---------------- | ---------------------------------------------------- | ------------- | ----- | ------- | ---------------------------------------- |
| 1  | 14 August 2013   | Philip II Arena, Skopje, Macedonia                   | Bulgaria      | 2–0   | 2–0     | Giao hữu                                 |
| 2  | 6 September 2013 | Philip II Arena, Skopje, North Macedonia             | Wales         | 2–1   | 2–1     | Vòng loại FIFA World Cup 2014            |
| 3  | 9 October 2014   | Philip II Arena, Skopje, North Macedonia             | Luxembourg    | 1–0   | 3–2     | Vòng loại UEFA Euro 2016                 |
| 4  | 27 March 2015    | Philip II Arena, Skopje, North Macedonia             | Belarus       | 1–0   | 1–2     | Vòng loại UEFA Euro 2016                 |
| 5  | 12 November 2015 | Philip II Arena, Skopje, North Macedonia             | Montenegro    | 2–0   | 4–1     | Giao hữu                                 |
| 6  | 12 November 2015 | Philip II Arena, Skopje, North Macedonia             | Montenegro    | 3–0   | 4–1     | Giao hữu                                 |
| 7  | 12 November 2015 | Philip II Arena, Skopje, North Macedonia             | Montenegro    | 4–0   | 4–1     | Giao hữu                                 |
| 8  | 2 June 2016      | Philip II Arena, Skopje, North Macedonia             | Iran          | 1–1   | 1–3     | Giao hữu                                 |
| 9  | 5 September 2017 | Stadion Mladost, Strumica, Macedonia                 | Albania       | 1–1   | 1–1     | Vòng loại FIFA World Cup 2018            |
| 10 | 6 October 2017   | Stadio Olimpico Grande Torino, Turin, Italy          | Ý             | 1–1   | 1–1     | Vòng loại FIFA World Cup 2018            |
| 11 | 9 October 2017   | Stadion Mladost, Strumica, Macedonia                 | Liechtenstein | 2–0   | 4–0     | Vòng loại FIFA World Cup 2018            |
| 12 | 27 March 2018    | Mardan Sports Complex, Antalya, Turkey               | Azerbaijan    | 1–1   | 1–1     | Giao hữu                                 |
| 13 | 13 October 2018  | Philip II Arena, Skopje, North Macedonia             | Liechtenstein | 1–0   | 4–1     | UEFA Nations League 2018–19 (hạng đấu D) |
| 14 | 13 October 2018  | Philip II Arena, Skopje, North Macedonia             | Liechtenstein | 2–0   | 4–1     | UEFA Nations League 2018–19 (hạng đấu D) |
| 15 | 19 November 2018 | Philip II Arena, Skopje, North Macedonia             | Gibraltar     | 4–0   | 4–0     | UEFA Nations League 2018–19 (hạng đấu D) |
| 16 | 25 March 2021    | Arena Națională, Bucharest, Romania                  | România       | 2–2   | 2–3     | Vòng loại FIFA World Cup 2022            |
| 17 | 28 March 2021    | Toše Proeski Arena, Skopje, North Macedonia          | Liechtenstein | 2–0   | 5–0     | Vòng loại FIFA World Cup 2022            |
| 18 | 28 March 2021    | Toše Proeski Arena, Skopje, North Macedonia          | Liechtenstein | 3–0   | 5–0     | Vòng loại FIFA World Cup 2022            |
| 19 | 11 November 2021 | Vazgen Sargsyan Republican Stadium, Yerevan, Armenia | Armenia       | 1–0   | 5–0     | Vòng loại FIFA World Cup 2022            |
| 20 | 24 March 2022    | Sân vận động Renzo Barbera, Palermo, Ý               | Ý             | 1–0   | 1–0     | Vòng loại FIFA World Cup 2022            |